# Мур, Эдриенн
Эдриенн Мур (англ. Adrienne Moore) — американская актриса, наиболее известная благодаря своей роли Синди «Черной Синди» Хейс в сериале Netflix «Оранжевый — хит сезона» (2013—2019).

## Биография
Мур начала свою карьеру на офф-Бродвейской сцене, а на телевидении дебютировала в 2012 году, с эпизодических ролей в сериалах «Голубая кровь» и «Студия 30». С 2013 по 2019 год она играла роль одной из темнокожих заключенных в «Оранжевый — хит сезона». Мур была повышена до основного состава в третьем сезоне, после двух в периодическом. За роль в сериале она номинировалась на NAACP Image Award в 2014 году. Также Мур снялась в фильме The Lennon Report, о дне смерти Джона Леннона